# Livias hus
Livias hus (latin Domus Liviae) är en antik byggnad på Palatinen i Rom.
Livias hus, som hörde till kejsar Augustus residens, är en av de bäst bevarade byggnaderna på Palatinen. Längst in finns en nedsänkt gård, och mot den öppnar sig tre välvda rum, sannolikt avsedda för banketter. De har väggmålningar utförda i den så kallade andra pompejanska stilen från cirka år 30 f.Kr. Huvudrummet i mitten är dekorerat med skenarkitektur och infällda mytologiska scener.
Den brittiska historikern och arkeologen Amanda Claridge hävdar att Livias hus är identiskt med det hus som Augustus införskaffade av Hortensius omkring år 40 f.Kr.